# SV Britannia
SV Britannia – arubański klub piłkarski z siedzibą w Piedra Plat.

## Sukcesy
- 3-krotny mistrz Aruby: 2005, 2009, 2010, 2014, 2024.
- 4-krotny zdobywca Pucharu Aruby (Copa Betico Croes): 2008, 2009, 2010, 2011.